# (930) Westphalia
(930) Westphalia ist ein Asteroid des Hauptgürtels, der am 10. März 1920 vom deutschen Astronomen Walter Baade in Hamburg-Bergedorf entdeckt wurde.
Der Asteroid wurde benannt nach der deutschen Region Westfalen.